# خیام توکل
خیام توکل مربوط به دوره قاجار است و در داراب، مجاور بازار داراب، خیابان مجاهدین اسلام واقع شده و این اثر در تاریخ ۲۵ اسفند ۱۳۸۰ با شمارهٔ ثبت ۵۶۹۲ به‌عنوان یکی از آثار ملی ایران به ثبت رسیده است.